# Katrin Rohnstock
Katrin Rohnstock (* 17. Dezember 1960 in Jena) ist eine deutsche Literatur- und Sprachwissenschaftlerin, Publizistin, Autorin und Gründerin der Firma Rohnstock Biografien.

## Leben
Katrin Rohnstocks Eltern arbeiteten beim VEB Carl Zeiss Jena. Sie studierte Germanistik in Jena und Berlin und setzte sich mit dem Komplex des Autobiografischen auseinander. Sie hielt Vorträge zu diesem Thema, u. a. an der Europa-Universität Viadrina in Frankfurt (Oder). Als Herausgeberin der Buchreihe Ost-Westlicher Diwan untersuchte sie die kulturellen Differenzen im sozialen Spannungsfeld der Nachwendezeit.
1998 gründete Katrin Rohnstock in Berlin das Unternehmen Rohnstock Biografien, das sich zur Aufgabe machte, Autobiografien von Menschen wie Du und ich nach deren mündlichen Erzählungen zu schreiben und schön gestaltet in ein Buch zu bringen. Ab 2001 schrieben die von ihr ausgebildeten Autoren, die sie als Autobiografiker bezeichnet, auch Familien- und Firmengeschichten, ebenfalls nach mündlichen Erzählungen. Parallel organisiert sie sogenannte Erzählsalons, ein von ihr entwickeltes Veranstaltungsformat zum moderierten, hierarchiefreien Erfahrungsaustausch (mit oder ohne Publikum), um die Kultur des Geschichtenerzählens zu bewahren. Hierfür wurde sie 2006 im Wettbewerb Deutschland – Land der Ideen ausgezeichnet.
Für ihre Reihe Ost-West-Erzählsalon, in dem Personen mit gleichen Berufen aus dem Osten und dem Westen der geteilten Stadt Berlin vorgestellt werden, erhielt Katrin Rohnstock 2010 den Frauenbrücke-Preis für die innere Einheit in Deutschland, weil sie der Jury zufolge eine Brücke zu mehr Verständnis geschaffen hat.
2012 wurde Katrin Rohnstock für ihre innovative Geschäftsidee der Rohnstock Biografien im Wettbewerb Berliner Unternehmerinnenpreis 2012/13 geehrt, wo sie den 3. Platz belegte.
Im Oktober 2020 erhielt Katrin Rohnstock für ihr unermüdliches Engagement für eine deutsch-deutsche Verständigung die Auszeichnung „Schwerter zu Pflugscharen“, ein Preis der Stadt Dresden. Ihre Erzählsalons seien „seit vielen Jahren ein Baustein für die innere Einheit Deutschlands“. Die Laudatio hielt Frank Richter, deutscher Theologe, Bürgerrechtler und Politiker (SPD).

## Projekte
Seit 2015 initiieren Katrin Rohnstock und ihr Team größer konzipierte, teils auf mehrere Monate angelegte Erzählprojekte, stets mit dem Instrument des Erzählsalons, in der Regel angesiedelt in den neuen Bundesländern.
Meistens geht es in den Erzählprojekten um die Generierung von und Auseinandersetzung mit ostdeutschen Umbruchserfahrungen (Transformation) im Zusammenhang mit der Deutschen Einheit und dem Wirken der Treuhandanstalt, oft verbunden mit einem erinnernden Blick zurück in die Zeit der DDR. In diesem Zusammenhang kuratierte sie die Ausstellung „Schicksal Treuhand – Treuhand-Schicksale“ im Auftrag der Rosa-Luxemburg-Stiftung.
Katrin Rohnstock über ihre Intention: »In Ostdeutschland sind die Diskriminierungserfahrungen besonders groß. Viele Ostdeutsche fühlen sich als Deutsche zweiter Klasse. Nach der politischen Wende 1989/90 wurden viele trotz fachlicher Kompetenz aus ihren beruflichen Positionen verdrängt und durch Westdeutsche ersetzt, sie verloren ihren Arbeitsplatz und damit ihre gesellschaftliche Anerkennung. Sie wurden gezwungen, Almosen des Staates anzunehmen und als Bittstellende aufzutreten, was viele als Kränkung empfanden, und wurden dafür in den Jobcentern oftmals noch gedemütigt.«
Diese Erfahrungen wurden lange unter dem Radar der Öffentlichkeit erzählt – in Katrin Rohnstock Erzählsalons bekamen sie Raum. »Sie gehören zur Transformation der ostdeutschen Gesellschaft genauso dazu wie die vielen Ideen, die entwickelt wurden, um den Wandel für sich oder die Gemeinschaft konstruktiv zu gestalten – und die kaum gehört und wenig ernst genommen wurden.« Ein Beispiel hierfür liefert die Erzählung von Ingo Kaufmann in dem digitalen Erzählsalon „Soziale Marktwirtschaft“ des Erzählprojektes „30 Jahre Deutsche Einheit“.

## Publikationen
- mit Karin Denisow, Nina Trobisch: Generationswechsel erfolgreich gestalten oder wie Theater und Erzählsalon helfen, Erfahrungen zu transportieren. In: Deryk Streich, Dorothee Wahl (Hrsg.): Innovationsfähigkeit in einer modernen Arbeitswelt, Campus, Frankfurt/M. 2007, ISBN 3-593-38488-4, S. 479–489.
- mit Rosita Müller: Das Dorf lebt. Bewohner erzählen Geschichten aus Burgau. Quartus, Jena 2007, ISBN 978-3-936455-53-3.
- mit Barbara Orth, Harald Poschner (= Helmut Pammler): Türen ohne Klinke. Ein Totschläger erzählt seine Lebensgeschichte. Schwarzkopf & Schwarzkopf, Berlin 2007, ISBN 978-3-89602-756-6.
- mit Ralf Pasch: Mein Leben im Schatten der Blutrache. Die Geschichte der Gülnaz Beyaz. Deutscher Taschenbuch Verlag, München 2008, ISBN 978-3-423-34480-7.
- Am Ende meines Lebens. Menschen über 80 erzählen. Verlag Barbara Budrich, Opladen 2008, ISBN 978-3-86649-200-4.
- Der letzte Neubeginn. Senioren erzählen vom Umzug in ihr Altersdomizil. Verlag Barbara Budrich, Opladen 2010, ISBN 978-3-86649-305-6.
- Mein letzter Arbeitstag. Abgewickelt nach 89/90: Ostdeutsche Lebensläufe. Verlag edition berolina, Berlin 2014, ISBN 978-3-86789-836-2.
- Wen interessiert schon meine Geschichte? Oder: Wie man die Erfahrungen von gestern und vorgestern für die Zukunft nutzt. In: „Unternehmen Region“-Magazin, Bundesministerium für Bildung und Forschung, Berlin 2020.
- Kollektives Erzählen im Erzählsalon. Eine Veranstaltungsform für Dialog und Raumentwicklung von unten. In: Christine Schachtner und Albert Drews (Hrsg.): Erzählte Welt. Sinnstiftung in Zeiten kultureller und politischer Umbrüche, Loccumer kleine Reihe Band 9, Rehburg-Loccum 2021, ISBN 978-3-8172-2618-4.